# Kotarska velika loža Cipra
Kotarska velika loža Cipra (engl. District Grand Lodge of Cyprus) je slobodnozidarska kotarska velika loža na Cipru u strukturi Ujedinjene velike lože Engleske (UGLE). Cipar je 1960. godine stekao nezavisnost od Ujedinjenog Kraljevstva.
Pored ove kotarska velika loža na Cipru djeluje i Velika loža Cipra, regularna velika loža, osnovana 2006. godine.

## Povijest
Slobodno zidarstvo je na Cipar donijela 1888. godine skupina od 27 britanskih vojnika koji su već bili slobodni zidari i stacionirani u kampu Polemidia na periferiji Limassola. Pod pokroviteljstvom Ujedinjene velike lože Engleske osnovali su prvu masonsku ložu na Cipru nazvanu Loža "Sveti Pavao" br. 2277. Svi prvi članovi bili su vojnici, no ubrzo su se i Ciprani počeli pridruživati ovoj loži. Uz pomoć ove lože osnovana je 1893. godine i prva grčka loža kako bi prihvatila Ciprane koji su u to vrijeme slabo govorili engleski jezik.
Loža "Sveti Juraj" izvorno je osnovana 1891. godine, no ubrzo se zbog pada članstva morala ugasiti, ali je ipak obnovljena 1906. godine. Loža "Lord Kitchener", izvorno osnovana u Egiptu, premještena je na Cipar u prosincu 1955. godine. Sljedećih godina osnovano je još nekoliko loža, "Otelo" (1938.), "Lusignan" (1956.), "Apolon" (1963.) i "Agapenor" (1979.).
Ujedinjena velika loža Engleske je 20. lipnja 1980. godine u Limassolu uspostavila Kotarsku veliku ložu Cipra kao kotarsku veliku ložu u svom sastavu. Nakon toga osnovana je Loža "Ciparski majstori" 1997. godine.
Tijekom 2000-ih osnovano je pet loža, "Dioniz" (2000.) i "Kralj Teucer" (2004.), 2006. godine lože "Feniks" i "Bellapais", "Bellapais" (2009.). Naredne decenije osnovane su lože "Sv. Hilarion" (2010.), "Mir i harmonija" (2010.), "Alegorija" (2011.), "Obala jezera" (2012.), kao i "Buffavento" (2019.). Loža "Asklepije" osnovana je 2024. godine u Nikoziji.

## Ustroj
Sjedište Kotarske velike lože Cipra je u Limassolu. 

### Lože
U 2024. godini pod zaštitom ove kotarske velike lože radi 19 loža, do toga šest u Limassolu, pet u Nikoziji, tri u Larnaki, dvije u Pafosu te po jedna u Episkopiju, Dhekeliji i Paralimni.
- Loža "Sveti Pavao" (St. Paul's Lodge) br. 2277, Limassol[6] – nosi naziv po apostolu Pavlu.
- Loža "Sveti Juraj" (St. George's Lodge) br. 3135, Nikozija[7] – nosi naziv po Sv. Juraju.
- Loža "Lord Kitchener" (Lord Kitchener Lodge) br. 3402, Dhekelia[8] – nosi naziv po Horatiu Herbertu Kitcheneru, britanskom feldmaršalu.
- Loža "Otelo" (Othello Lodge) br. 5670, Larnaka[9] – nosi naziv po tornju Otelo u Famagusti, u kojem se odvija radnja Shakespearove istoimene drame.
- Loža "Lusignan" (Lusignan Lodge) br. 7453, Nikozija[10] – nosi naziv po ciparskoj kraljevskoj obitelji Lusignan.
- Loža "Apolon" (Apollo Lodge) br. 7886, Episkopi[11] – nosi naziv po Apolonu, bogu muške ljepote i medicine u grčkoj mitologiji.
- Loža "Agapenor" (Agapinor Lodge) br. 8905, Pafos[12] – nosi naziv po Agapenoru, vođi Arkađana u Trojanskom ratu iz grčke mitologije.
- Loža "Ciparski majstori" (Cyprus Masters’ Lodge) br. 9655, Limassol[13]
- Loža "Dioniz" (Dionysos Lodge) br. 9716, Pafos[14] – nosi naziv po Dionizu, bogu veselja i vina u grčkoj mitologiji.
- Loža "Kralj Teucer" (King Tefkros Lodge) br. 9786, Limassol[15] – nosi naziv po kralju Teuceru u grčkoj mitologiji.
- Loža "Feniks" (Phoenix Lodge) br. 9817, Nikozija[16] – nosi naziv po mitološkom biću feniks.
- Loža "Zenon 18" (Zenon18 Lodge) br. 9818, Limassol[17] – nosi naziv po Zenonu Kitijskom, grčko-feničanskom filozofu s Cipra.
- Loža "Bellapais" (Bellapais Lodge) br. 9847, Larnaka[18] – nosi naziv selu Bellapais na sjeveru Cipra.
- Loža "Sv. Hilarion" (St Hilarion Lodge) br. 9851, Larnaka[19] – nosi naziv po Hilarionu Velikom, pustinjaku iz Gaze.
- Loža "Mir i harmonija" (Peace & Harmony Lodge) br. 9852, Limassol[20]
- Loža "Alegorija" (Allegoria Lodge) br. 9865, Limassol[21] – nosi naziv po alegoriji, riječnoj figuri.
- Loža "Obala jezera" (Lakeside Lodge) br. 9869, Paralimni[22] – nosi naziv po prijevodu grčkog naziva Paralimni.
- Loža "Buffavento" (Buffavento Lodge) br. 9996, Nikozija[23] – nosi naziv po bizantskom dvorcu Buffavento na sjeveru Cipra.
- Loža "Asklepije" (Asclepius Lodge) br. 10044, Nikozija[24] – nosi naziv po Asklepiju, bogu liječništva u grčkoj mitologiji, te okuplja medicinske stručnjake.

### Obredi
Povijesni obred Ujedinjene velike lože Engleske je Emulacijski obred. Velika loža upravlja simboličkim stupnjevima plave lože (učenik, pomoćnik i majstor) i delegira upravljanje visokim stupnjevima.

## Pridružena tijela i redovi
Upravljanje visokim stupnjevima ova kotarska velika loža provodi u više pridruženih tijela i redova.
- Kotarski veliki kapitel za Cipar (engl. District Grand Chapter of Cyprus) – nadležno za rad Svetog kraljevskog luka.[25]
- Kotarska velika loža majstora znaka Cipra (District Grand Lodge of Mark Master Masons of Cyprus) – nadležno za rad majstora znaka i mornare kraljevske arke.[26]
- Vrhovno vijeće 33. stupnja Drevnog i prihvaćenog škotskog obreda za Cipar (Supreme Council 33° of the Ancient and Accepted Scottish Rite for Cyprus) – nadležno za rad Škotskog obreda.[27]

## Vanjske poveznice
- Službena stranica